# Ferdinand Noël
Ferdinand Joseph Ghislain Noël (Piéton, 5 januari 1852 – Charleroi, 8 oktober 1936) was een Belgisch volksvertegenwoordiger.

## Levensloop
Noël was een zoon van gemeentesecretaris Ferdinand Noë en van Antoinette Barbier. Hij trouwde in december 1895 met Jeanne Carlier. Het huwelijk ging door in Le Quesnoy (Nord). Voor de bruidegom traden minister van Justitie Victor Begerem en voormalig volksvertegenwoordiger Adolphe Drion du Chapois op als getuigen. Voor de bruid waren dat de Franse voormalige minister van Binnenlandse zaken Émile de Marcère en  haar broer Achille Cartier.
Noël promoveerde tot doctor in de rechten (1874) aan de Katholieke Universiteit Leuven en vestigde zich als advocaat in Piéton. Hij bleef zijn hele verdere leven ingeschreven bij de balie van Charleroi. In 1898, 1908, 1924 en 1934 werd hij verkozen tot stafhouder.
Van 1878 tot 1895 was hij gemeenteraadslid en schepen in Piéton. Van 1884 tot 1886 was hij ook provincieraadslid van Henegouwen.
In 1886 werd hij verkozen tot katholiek volksvertegenwoordiger voor het arrondissement Charleroi en bleef dit tot in 1890. Van 1892 tot 1894 was hij opnieuw volksvertegenwoordiger.
Hij was verder ook nog:
- lid (1899) en voorzitter (1907-1936) van de beheerraad van de gevangenis van Charleroi,
- bestuurder van de Société des Charbonnages de Roton-Farciennes et Oignies-Aiseau.